# طلال السلهامي
طلال السلهامي (بالفرنسية: Talal Selhami)‏ هو مخرج وكاتب سيناريو فرنسي مغربي من مواليد 11 مارس 1982 ببلدية نويي-سور-سين في إقليم هوت دو سين.

## أعماله

### أفلام طويلة
- 2015 : Achoura
- 2013 : Conflict of Interest
- 2012 : The Théatre Bizarre 2 : Grand Guignol
- 2012 : The Oasis
- 2011 : أيام الوهم

### أفلام قصيرة
- 2007 : Partir en fumée
- 2006 : Sinistra
- 2005 : Conséquence d'un casse (sans grandes incidences)
- 2004 : La Victime du passé
- 2004 : Étrange ?
- 2003 : Patient X

### أفلام وثائقية
- 2012 : Mekkeh : The Futur in 3D

## روابط خارجية
- طلال السلهامي على موقع IMDb (الإنجليزية)
- طلال السلهامي على موقع روتن توميتوز (الإنجليزية)
- طلال السلهامي على موقع ألو سيني (الفرنسية)
- طلال السلهامي على موقع قاعدة بيانات الفيلم (الإنجليزية)